# Como Calcio 1994-1995
Questa voce raccoglie le informazioni riguardanti il Como Calcio nelle competizioni ufficiali della stagione 1994-1995.

## Stagione
Nella stagione 1994-1995 la prima con la vittoria che vale tre punti, il Como da neopromossa disputa il campionato cadetto, sempre allenata da Marco Tardelli, ma paga lo scotto della nuova categoria, disputando un torneo di basso profilo, sempre in lotta per non retrocedere, chiude con 16 punti il girone di andata, al penultimo posto e chiude il torneo sempre penultimo con 33 punti. Retrocede in Serie C1 con il Lecce, l'Ascoli e l'Acireale. Nella Coppa Italia supera il primo turno eliminando l'Ascoli, ma trova l'eliminazione nel secondo turno per mano del Foggia che si impone in entrambi i confronti.

## Sponsor e maglie
Lo sponsor tecnico per la stagione 1994-1995 fu Devis, mentre lo sponsor ufficiale fu C.S. Elvisim s.p.a

## Rosa
| N. |                   | Ruolo | Calciatore           |
| -- | ----------------- | ----- | -------------------- |
|    | Italia (bandiera) | P     | Mirko Ferrario       |
|    | Italia (bandiera) | P     | Maurizio Franzone    |
|    | Italia (bandiera) | P     | Alessandro Lazzarini |
|    | Italia (bandiera) | D     | Alfredo Bassani      |
|    | Italia (bandiera) | D     | Paolo Bravo          |
|    | Italia (bandiera) | D     | Antonio Comi         |
|    | Italia (bandiera) | D     | Alessandro Dozio     |
|    | Italia (bandiera) | D     | Giacomo Gattuso      |
|    | Italia (bandiera) | D     | Mario Manzo          |
|    | Italia (bandiera) | D     | Luigi Sala           |
|    | Italia (bandiera) | D     | Giuseppe Zappella    |
|    | Italia (bandiera) | C     | Cristian Boscolo     |
|    | Italia (bandiera) | C     | Fabrizio Catelli     |
|    | Italia (bandiera) | C     | Alberto Colombo      |
|    | Italia (bandiera) | C     | Mattia Collauto      |

| N. |                   | Ruolo | Calciatore            |
| -- | ----------------- | ----- | --------------------- |
|    | Italia (bandiera) | C     | Diego De Ascentis     |
|    | Italia (bandiera) | C     | Massimiliano Ferrigno |
|    | Italia (bandiera) | C     | Roberto Galia         |
|    | Italia (bandiera) | C     | Daniele Galimberti    |
|    | Italia (bandiera) | C     | Fabrizio Gargioni     |
|    | Italia (bandiera) | C     | Maurizio Laureri      |
|    | Italia (bandiera) | C     | Luca Lomi             |
|    | Italia (bandiera) | C     | Stefano Saresini      |
|    | Italia (bandiera) | C     | Gianluca Zambrotta    |
|    | Italia (bandiera) | A     | Davide Dionigi        |
|    | Italia (bandiera) | A     | Pietro Parente        |
|    | Italia (bandiera) | A     | Giovanni Rossi        |
|    | Italia (bandiera) | A     | Fabio Vignaroli       |
|    | Italia (bandiera) | A     | Giacomo Lorenzini     |
|    | Italia (bandiera) | A     | Walter Mirabelli      |

### Calciatori ceduti durante la stagione
| N. |                   | Ruolo | Calciatore                                              |
| -- | ----------------- | ----- | ------------------------------------------------------- |
|    | Italia (bandiera) | C     | Mattia Collauto (all'Atletico Catania da dicembre 1994) |
|    | Italia (bandiera) | C     | Achille Mazzoleni (alla Pistoiese da novembre 1994)     |
|    | Italia (bandiera) | A     | Giacomo Lorenzini (al Modena da novembre 1994)          |
|    | Italia (bandiera) | A     | Walter Mirabelli (all'Ascoli da novembre 1994)          |

## Risultati

### Campionato

#### Girone di andata
| Como 4 settembre 1994 1ª giornata | Como               | 0 – 0 referto | Vicenza | Stadio Giuseppe Sinigaglia\| Arbitro: \| De Santis (Tivoli) \| |
| Arbitro:                          | De Santis (Tivoli) |               |         |                                                                |

| Arbitro: | Gronda (Genova) |

|  |           |           |
|  | Marcatori | 50’ Rossi |

| Como 18 settembre 1994 3ª giornata | Como                 | 0 – 0 referto | Atalanta | Stadio Giuseppe Sinigaglia\| Arbitro: \| Trentalange (Torino) \| |
| Arbitro:                           | Trentalange (Torino) |               |          |                                                                  |

| Arbitro: | Rodomonti (Teramo) |

|            |           |  |
| Lunini 76’ | Marcatori |  |

| Arbitro: | Ceccarini (Livorno) |

|               |           |                                                  |
| Mirabelli 82’ | Marcatori | 33’ Kozminski 47’ (rig.) Pizzi 64’, 51’ P. Poggi |

| Arbitro: | Dinelli (Lucca) |

|                                          |           |  |
| Massara 12’ Pasa 16’ N. Amoruso 65’, 72’ | Marcatori |  |

| Arbitro: | Quartuccio (Torre Annunziata) |

|              |           |  |
| G. Rossi 79’ | Marcatori |  |

| Arbitro: | Arena (Ercolano) |

|                       |           |                                  |
| Cornacchia 19’ (aut.) | Marcatori | 10’, 56’ De Angelis 80’ Catanese |

| Arbitro: | De Prisco (Nocera Inferiore) |

|                             |           |  |
| Di Giannatale 69’ Luiso 90’ | Marcatori |  |

| Arbitro: | Treossi (Forlì) |

|               |           |                              |
| Lorenzini 81’ | Marcatori | 7’ Piovani 52’, 87’ De Vitis |

| Arbitro: | Tombolini (Ancona) |

|                                                 |           |             |
| Paci 28’, 49’, 61’ Di Stefano 60’ Simonetta 80’ | Marcatori | 10’ Dionigi |

| Arbitro: | Lana (Torino) |

|  |           |            |
|  | Marcatori | 30’ Modica |

| Ascoli Piceno 4 dicembre 1994 13ª giornata | Ascoli             | 0 – 0 referto | Como | Stadio Cino e Lillo Del Duca\| Arbitro: \| De Santis (Tivoli) \| |
| Arbitro:                                   | De Santis (Tivoli) |               |      |                                                                  |

| Como 11 dicembre 1994 14ª giornata | Como            | 0 – 0 referto | Perugia | Stadio Giuseppe Sinigaglia\| Arbitro: \| Dinelli (Lucca) \| |
| Arbitro:                           | Dinelli (Lucca) |               |         |                                                             |

| Arbitro: | Franceschini (Bari) |

|                                                |           |  |
| Pisano 46’, 85’ Ricchetti 56’ De Silvestro 78’ | Marcatori |  |

| Arbitro: | Farina (Novi Ligure) |

|          |           |  |
| Lomi 13’ | Marcatori |  |

| Arbitro: | Beschin (Legnago) |

|               |           |           |
| Scarafoni 90’ | Marcatori | 65’ Manzo |

| Como 15 gennaio 1995 18ª giornata | Como          | 0 – 0 referto | Palermo | Stadio Giuseppe Sinigaglia\| Arbitro: \| Rosica (Roma) \| |
| Arbitro:                          | Rosica (Roma) |               |         |                                                           |

| Verona 22 gennaio 1995 19ª giornata | Chievo        | 0 – 0 referto | Como | Stadio Marcantonio Bentegodi\| Arbitro: \| Lana (Torino) \| |
| Arbitro:                            | Lana (Torino) |               |      |                                                             |

#### Girone di ritorno
| Arbitro: | Stafoggia (Pesaro) |

|             |           |  |
| Murgita 40’ | Marcatori |  |

| Arbitro: | Pacifici (Roma) |

|                      |           |                                             |
| Filippini 88’ (aut.) | Marcatori | 34’ Ambrosetti 55’ Vieri 90’ (rig.) Cerbone |

| Arbitro: | Tombolini (Ancona) |

|                                  |           |  |
| Saurini 56’ (rig.) Ganz 67’, 84’ | Marcatori |  |

| Como 26 febbraio 1995 23ª giornata | Como                         | 0 – 0 referto | Verona | Stadio Giuseppe Sinigaglia\| Arbitro: \| De Prisco (Nocera Inferiore) \| |
| Arbitro:                           | De Prisco (Nocera Inferiore) |               |        |                                                                          |

| Arbitro: | Franceschini (Bari) |

|                |           |             |
| Scarchilli 69’ | Marcatori | 24’ Parente |

| Arbitro: | Quartuccio (Torre Annunziata) |

|                       |           |  |
| Galia 37’ Dionigi 55’ | Marcatori |  |

| Arbitro: | Gronda (Genova) |

|           |           |  |
| Negri 89’ | Marcatori |  |

| Arbitro: | Rosica (Roma) |

|                           |           |          |
| De Angelis 35’ Caccia 75’ | Marcatori | 18’ Sala |

| Arbitro: | Franceschini (Bari) |

|             |           |           |
| Parente 37’ | Marcatori | 37’ Luiso |

| Arbitro: | Bonfrisco (Monza) |

|             |           |  |
| Inzaghi 24’ | Marcatori |  |

| Arbitro: | Bettin (Padova) |

|                          |           |          |
| Ferrigno 23’ Dionigi 80’ | Marcatori | 79’ Paci |

| Arbitro: | Rodomonti (Teramo) |

|           |           |  |
| Vasari 8’ | Marcatori |  |

| Arbitro: | Farina (Novi Ligure) |

|                                   |           |             |
| Catelli 59’ Parente 64’ Rossi 71’ | Marcatori | 39’ Binotto |

| Arbitro: | Pellegrino (Barcellona Pozzo di Gotto) |

|                                                        |           |  |
| Cornacchini 50’ (rig.), 66’, 72’ (rig.) Rocco 58’, 77’ | Marcatori |  |

| Arbitro: | Pacifici (Roma) |

|              |           |                                           |
| Ferrigno 80’ | Marcatori | 18’, 75’ Tudisco 53’ Ricchetti 86’ Pisano |

| Arbitro: | De Prisco (Nocera Inferiore) |

|            |           |  |
| Monaco 61’ | Marcatori |  |

| Arbitro: | Dinelli (Lucca) |

|                          |           |  |
| Parente 22’ G. Rossi 86’ | Marcatori |  |

| Arbitro: | Arena (Ercolano) |

|                                              |           |                                     |
| Ferrara 17’ Maiellaro 20’ (rig.) Rizzolo 90’ | Marcatori | 8’ Parente 11’ Catelli 24’ G. Rossi |

| Como 11 giugno 1995 38ª giornata | Como          | 0 – 0 referto | Chievo | Stadio Giuseppe Sinigaglia\| Arbitro: \| Lana (Torino) \| |
| Arbitro:                         | Lana (Torino) |               |        |                                                           |

### Coppa Italia
| Arbitro: | Farina (Novi Ligure) |

|              |           |  |
| G. Rossi 49’ | Marcatori |  |

| Arbitro: | Pacifici (Roma) |

|  |           |                                       |
|  | Marcatori | 41’ (aut.) Manzo 51’ (rig.) Kolyvanov |

| Arbitro: | Farina (Novi Ligure) |

|                                                                        |           |  |
| P. Bresciani 17’, 74’ Biagioni 31’ (rig.) Bravo 47’ (aut.) Sciacca 61’ | Marcatori |  |